# St. Johannes Baptist (Dorfen)

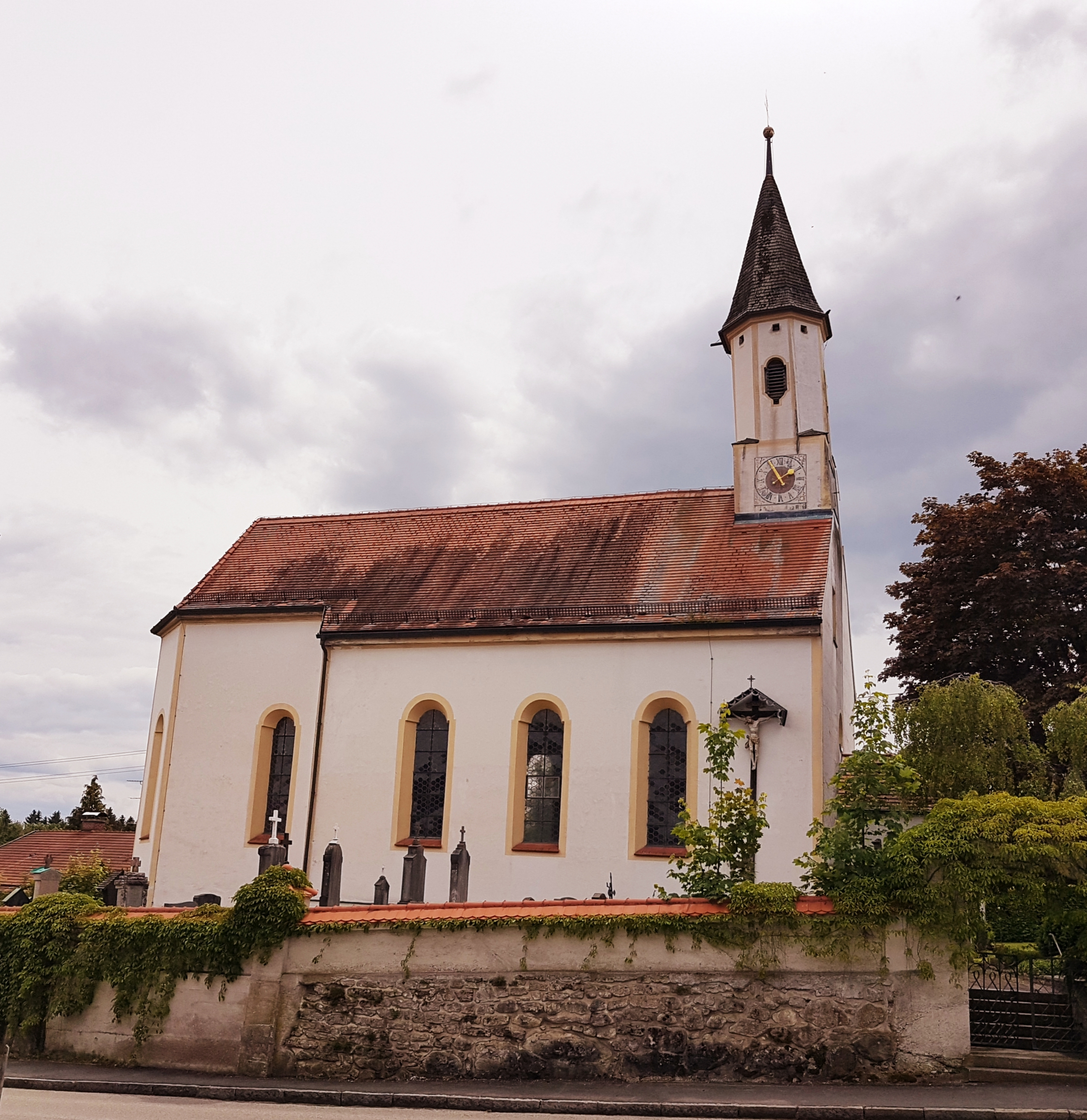
St. Johannes Baptist in Dorfen

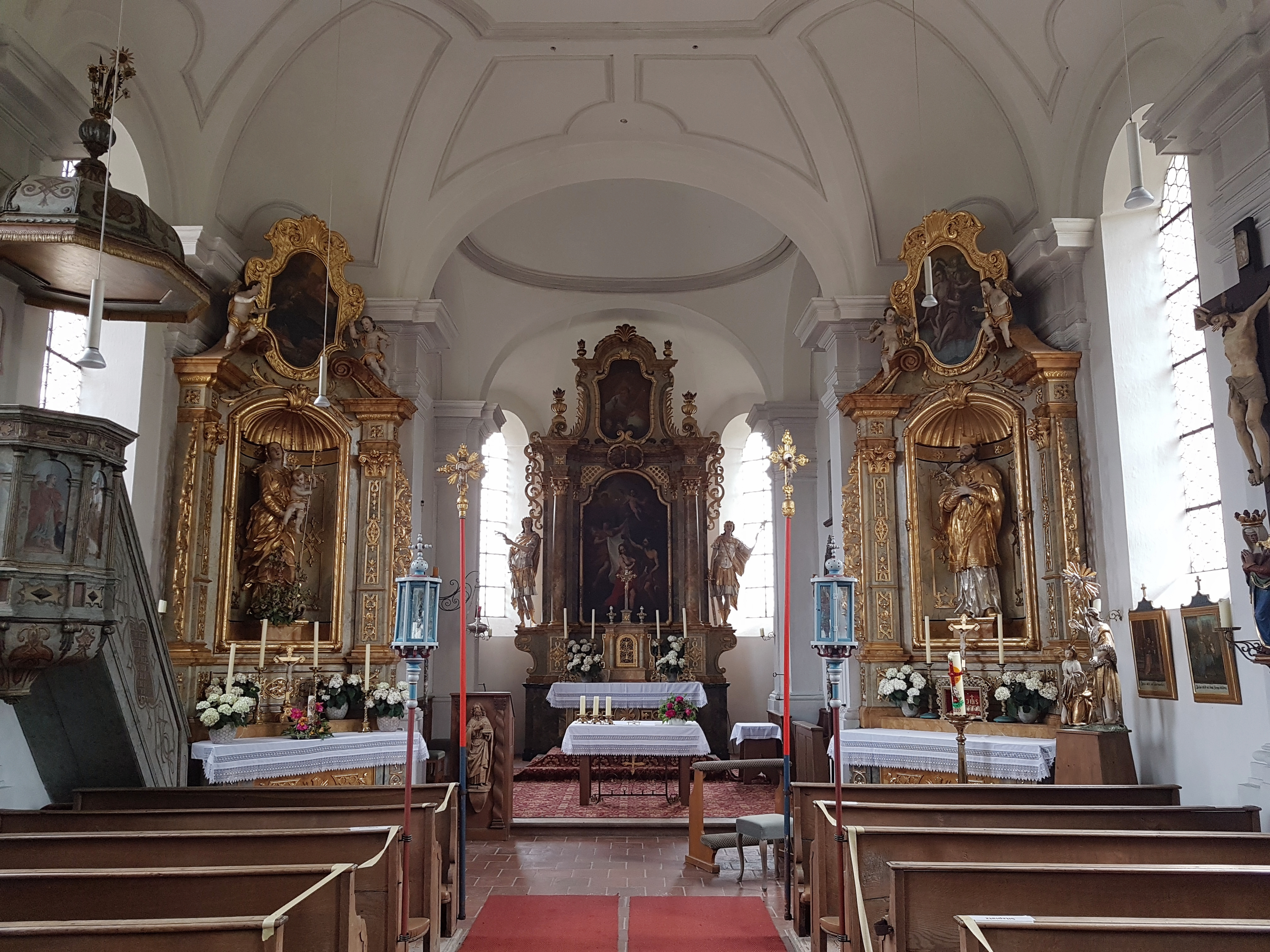
Innenansicht

Die römisch-katholische Filialkirche St. Johannes Baptist steht in Dorfen, einem Gemeindeteil von Icking im oberbayerischen Landkreis Bad Tölz-Wolfratshausen. Das Bauwerk ist als Baudenkmal unter der Nr. D-1-73-130-11 eingetragen. Die Kirche gehört zum Dekanat Bad Tölz-Wolfratshausen im Erzbistum München und Freising.

## Beschreibung
Die barocke Saalkirche wurde 1728–30 auf den Grundmauern des Vorgängerbaus erbaut. Sie besteht aus einem Langhaus, einem eingezogenen, dreiseitig geschlossenen Chor im Osten und einer Sakristei an der Südwand des Chors. Über dem Giebel im Westen erhebt sich ein 1844 erneuerter quadratischer Giebelreiter, dessen mit einem spitzen Helm bedecktes achteckiges Obergeschoss den Glockenstuhl enthält.
Der Innenraum des Langhauses ist mit einem Spiegelgewölbe überspannt, der des Chors mit einer querovalen Flachkuppel. Der Hochaltar wurde um 1730 aufgestellt. Auf seinem Altarretabel ist die Taufe Jesu dargestellt. Auf den seitlichen Konsolen stehen die Skulpturen der Wetterheiligen Johannes und Paulus. Die vom Vorgängerbau übernommene Kanzel aus dem ersten Viertel des 17. Jahrhunderts wurde um 1730 neu gefasst und mit vier Evangelistenbildern versehen.